# Siècle
Pour les articles homonymes, voir Siècle (homonymie).
Un siècle est une période de cent années. Le mot vient du latin saeculum, qui signifiait « race », « génération ». Il a ensuite indiqué la durée d'une génération humaine et faisait 33 ans 4 mois. Très rapidement, le siècle a désigné une durée de 100 ans.
Dix siècles forment un millénaire.
Le Ier siècle commence le 1er janvier de l'an 1, car il n'existe pas d'an 0 dans le calendrier grégorien ni dans le calendrier julien. Le IIe siècle commence le 1er janvier 101, puisque 1 + 100 = 101, et ainsi de suite jusqu'au XXIe siècle, qui commence le 1er janvier 2001 (2001 = 1 + 20 × 100).
En français, les numéros des siècles se notent habituellement en chiffres romains et petites majuscules.

## Début et fin d'un siècle
C'est une erreur fréquente que de faire commencer le siècle avec un an d'avance (voir le lien externe ci-dessous). Quand Victor Hugo est né, le 26 février 1802, à 22 h 30, le XIXe siècle en était au début de sa deuxième année, il est donc inexact que, comme l'écrit le poète dans Les Feuilles d'automne, « Ce siècle avait deux ans ! » au moment de sa naissance ; il n'avait qu'un an, 56 jours, 22 heures et 30 minutes.
S'il est facile de déterminer le début d'un siècle après J.-C. (nous sommes au début du XXIe siècle), l'erreur courante est d'appliquer ce même schéma pour les siècles avant l'an 1.
Or c'est l'inverse, puisque le temps ne s'écoule que dans un sens : du passé vers le futur, quelle que soit l'époque. Ainsi le VIe siècle av. J.-C. correspond à une période commençant le 1er janvier -600 et finissant le 31 décembre -501 inclus, ce qui représente bien 100 années.